# Blepharoneura femoralis
Blepharoneura femoralis är en tvåvingeart som beskrevs av Wulp 1899. Blepharoneura femoralis ingår i släktet Blepharoneura och familjen borrflugor. Inga underarter finns listade.